# سديم الشبح الصغير
سديم الشبح الصغير أو إن جي سي 6369 (بالإنجليزية:
Little Ghost Nebula ) هو سديم كوكبي يرى في اتجاه كوكبة الحواء. يبعد عنا ما بين 2000 - 5000 سنة ضوئية .اكتشفه العالم الفلكي البريطاني وليام هيرشل.
السم مستدير ويشبه الكوكب، وهو ضعيف الضياء. ولا تعتبر السدم الكوكبية كواكبا ولكنها تنشأ عند نهاية عمر نجم تكون كتلته مماثلة لكتلة الشمس، حيث تتمدد طبقاته الخارجية في الفضاء بينما تنكمش نواة النجم فتصبح قزما أبيضا. يرى هذا القزم الأبيض
بالقرب من مركز الحلقة، ويشع ضوءا شديدا في أطوال الموجات الأشعة فوق البنفسجية ؛ تلك الأشعة الشديدة تعمل على إضاءة الطبقات المتمددة.
يبلغ قطر الحلقة نحو سنة ضوئية ونورها يأتي من غاز الأكسجين المتأين ، و ذرات هيدروجين ونيتروجين، وتصدر الألوان الأزرق، والأخضر، والأحمر على التوالي.

## اقرأ أيضا
- سديم وسترهاوت 5
- منطقة هيدروجين II
- ولادة النجوم
- إن جي سي 1977
- إن جي سي 3195
- سديم الشبح